# Лагерь для турецких военнопленных на острове Нарген
Лагерь для турецких военнопленных на острове Нарген — крупный концентрационный лагерь, существовавший на острове Нарген (ныне — Бёюк-Зиря) в Каспийском море близ Баку в годы Первой мировой войны. Лагерь действовал с 1915 по 1918 год и предназначался для содержания в первую очередь пленных военнослужащих Османской империи. Кроме них в лагере содержались также небольшие группы германских и австро-венгерских военнопленных. В целом за период существования лагеря через него прошло около 25 тысяч пленных.

## История лагеря

### Создание
В конце декабря 1914 года русская Кавказская армия одержала победу над 3-й армией Османской империи под Сарыкамышем и взяла в плен около 15 тысяч пленных, которых стали доставлять в Самару. Однако вскоре Самара оказалась переполнена настолько, что её пришлось «закрыть» на две недели. Также началась эпидемия тифа, в связи с чем, по всему пути следования стали создавать «фильтрационные лагеря». Часть турецких военнопленных высылали в такие отдалённые военные округа, как Приамурский и Иркутский. Увеличивалась смертность среди нижних чинов из-за содержания в неблагоприятных условиях. Вскоре было принято решение о создании обсервационного пункта недалеко от Кавказского фронта. В связи с этим, Верховный начальник санитарной и эвакуационной части принц А. П. Ольденбургский 27 января (4 февраля) 1915 года телеграфировал начальнику Бакинского гарнизона контр-адмиралу Е. В. Клюпфелю:
Не доскажите ли вы в Каспийском море острова, где представилось бы удобным устроить несколько тысяч непокорных мусульман, высланных с мест постоянного жительства или пленных турок.
Хотя изначально Нарген предназначался для того, чтобы стать местом постоянного жительства определённых категорий пленных на основе этнического признака, в дальнейшем на острове содержались интернированные мирные турецкие подданные, подданные России и Персии (этнические турки), а также некоторое количество германских и австрийских пленных, число которых в 1917 году уже достигло 1 тысячи.
Тем не менее, размещение турецких военнопленных на Кавказе волновало царское правительство. Причиной тому была религиозная и этническая близость татарского (азербайджанского) населения региона. Местные жители переживали за тяжёлое положение турецких военнопленных, и, несмотря на то, что были подданными Российской империи, не хотели, чтобы Османская империя проиграла в войне. В связи с этим для лагеря военнопленных правительство старалось выбрать наиболее отдалённое место. Для этой цели и подходил остров Нарген, где ранее содержались осуждённые по особо тяжким делам.
Помимо Наргена другие острова в Каспийском море также рассматривались как вариант для содержания пленных, однако из-за близости Наргена к Баку и его относительно больших размеров Ольденбургский выбрал именно этот остров. В выборе Наргена его поддержал адмирал Клюпфель и бакинский градоначальник полковник П. И. Мартынов. 12 февраля представитель Верховного начальника санитарной и эвакуационной части при штабе Кавказского фронта генерал Е. И. Бернов осмотрел остров и счёл его лучшим в связи с близким расположением к Баку.
Нарген был передан в распоряжение принца Ольденбургского. В отличие от других мест содержания военнопленных, Нарген стал единственным местом, которое было подчинёно Верховному начальнику санитарной и эвакуационной части принцу Ольденбургскому. Местные азербайджанцы, жители Баку, называли остров «Асра-и Кербела», «Макбер», а из-за того, что на острове водилось много змей — и «Островом Змей».
Доставляемые в Баку пленные изначально содержались в здании, принадлежавшем бакинскому миллионеру Гаджи Зейналабдину Тагиеву. Условия здесь были лучше, чем в других местах пребывания турецких пленных в России.

### Инфраструктура лагеря
Работы по строительству бараков начал командированный в Баку гвардии полковник А. И. Сабуров. 7 февраля 1915 года Ольденбургский попросил Клюпфеля содействие Сабурову дав указание до постройки бараков поселить конвой в гессенских палатках, а турок — в юртах. 22 февраля комендантом острова был назначен командированный на Нарген по просьбе принца Ольденбургского полковник 117-го пехотного Ярославского полка А. В. Полторацкий с подчинением адмиралу Е. В. Клюпфелю. Сабуров до середины июня, когда строительные работы в основном были завершены, также был начальником острова. Обеспечение транспортной связи с островом было возложено на Клюпфеля. В конце февраля для контроля над работами был назначен старший ревизор Бакинской контрольной палаты гражданский инженер Ханыттов. При Наргене действовала расположенная на полуострове Зых Бакинская врачебно-наблюдательная станция во главе с врачом А. А. Родионовым.
Сразу по прибытии Сабурова на место выяснилось, что ещё до войны инженер Багдасарян арендовал участок острова для поиска нефти. 9 февраля 1915 года Багдасаряну на два года продлили сроки начала работ, а к 13 февраля был разрешён вопрос с передачей острова. Тем не менее, уже 10 февраля Ольденбургский телеграфировал Сабурову о том, что необходимо приступить к необходимым работам. 19 февраля Ольденбургский сам прибыл на Нарген. Бакинская казённая палата открыла кредит в 50 000 рублей. Однако некоторые жители Баку были против соседства с пленными турками. Так, представители семьи Нобель в середине февраля обратились в Морское ведомство, жалуясь на опасность эпидемии и уменьшение добычи нефти, что Ольденбургский проигнорировал.
Во второй половине февраля 1915 года начались работы по строительству лагеря. 27 февраля А. И. Сабуров сообщил Бернову (которому также подчинялся), что для принятия 4 тысяч пленных постройки будут готовы через неделю, попросив не размещать пленных до полного окончания работ, чтобы не заразить рабочих. Однако, к концу марта на острове уже находилось 208 пленных (5 врачей, 5 офицеров и 198 нижних чинов), к 19 апреля — уже 611.
К 11 марта 1915 года были построены 13 бараков-шалашей, 1 больничный барак, 4 кухни на 2 500 человек, конюшня, склад, лавка, водокачка и 4 цистерны для пресной воды на 4 800 вёдер. Качество построек было низким. 1 и 9 марта случились штормы, повалившие 6 строящихся бараков, одну палатку и разбившие к тому же выгруженную баржу. 19 апреля Сабуров доложил, что лагерь дополнительно может принять 3 600 пленных.
К началу мая основные работы были закончены. Всего на острове было расположено два барака для администрации и служащих, 4 больничных барака, 18 бараков для пленных, 6 кухонь, хлебопекарня, 3 склада, лавка, баня, кочегарка, прачечная, машинное здание, водокачка, кузница, бетонная цистерна для морской воды, конюшня, 4 цистерны для пресной воды, прослойки и навесы для пожарных инструменты, временная пристань в 30 саженей, телефон, электростанция, а также водопровод и канализационные трубы. К этому времени уже было израсходовано 103 949 рублей. Для завершения работ Сабуров просил ещё 21 508 рублей. Окончательно все работы, включая проводку телефонного кабеля и электрическое освещение, были завершены только 18 июня. Согласно итоговому рапорту Сабурова, из выделенных 140 000 рублей были израсходованы 130 411 рублей 35 копеек, остальные средства были переданы коменданту Наргена, из которых 7 тысяч на уплату за соединение Наргена и полуострова Зых подводным кабелем.
Под водопроводом и канализацией, согласно историку К. А. Пахалюку, вероятно, понимались работы, связанные с организацией работы водокачки, забиравшей воду из моря. Когда в марте 1916 года адмирал Клюпфель поднял вопрос о создании настоящей канализации, Ольденбургский ответил:
…вместо устройства канализации надо вырыть канавки один штык глубиною и после каждого испражнения засыпать экскременты землею, что должен делать сам каждый испражняющийся.
В начале 1916 года на остров был командирован генерал Шавров, который 14 января 1916 года телеграфировал, что Нарген готов для приёма 2 тысяч пленных. Работы шли быстро с использованием труда военнопленных. 18 января Бернов сообщал, что все бараки были утеплены, поставлены печи и проведено освещение, созданы приспособления для хлорирования воды. Ещё в декабре Тифлисский ботанический сад начал высадку 14 тысяч сухолюбивых растений, как предполагает Пахалюк, для борьбы с ветрами. Высадка закончилась в середине марта. Осмотревший 11 февраля остров Клюпфель докладывал, что лагерь может вместить ещё 3 тысячи человек.
Из-за наплыва пленных после победы под Эрзурумом появилась необходимость в постройке новых бараков на 2 тысячи мест. 27 марта 1916 года начальник Кавказского военного округа С. В. Вольский просил у Ольденбургского разрешить новый тип бараков. В апреле было принято решение об установке опреснителя. Работа была завершена к 6 мая. К концу месяца опреснитель давал около 100 вёдер в час. Этого оказалось мало и к началу июля был установлен новый опреснитель, дающий около 2500 вёдер в сутки. Позднее был поставлен второй котёл, который к середине сентября давал около 5 тысяч вёдер в сутки. Тем не менее даже после запуска второго котла воду привозили на баркасах.
К концу 1916 года кроме новых бараков, способных вмещать 10 тысяч человек, с учётом больничных бараков — до 11 500, были возведены церковь, баня, прачечная, помещения для электрической станции и водокачки, хлебопекарня, холодильник опреснителя. Были окончены работы по проводке электрического освещения по всему острову. Функционировали портяжная и сапожная мастерские.
Несмотря на то, что к октябрю 1918 года турецких военнопленных на острове уже не было, сам лагерь продолжал существовать. Новые власти использовали его инфраструктуру по прямому назначению. В годы Гражданской войны здесь располагался концентрационный лагерь. В 1930-х годах на Наргене расстреливали жертв политических репрессий.

### Медицинское обеспечение
В конце марта 1915 года Сабуров отчитался о постройке на полуострове Зых двух бараков и двух шалашей, в связи с чем врачебно-наблюдательная станция в Зыхе могла принять 80 больных и 250 здоровых пленных. Однако дополнительный медицинский персонал не прибыл и работа карантина началась при активном использовании турецких пленных врачей. С 3 по 10 апреля на обсервации находилось 85 пленных, 16 из которых, пройдя карантин, были отправлены на Нарген.
Перед отправкой пленных турок на остров их сначала обследовал врач Мелик-Пашаев в госпиталях Баку и на эвакуационном пункте вместе с ординаторами этих учреждений, выясняя состояние их здоровья. Группы из нездоровых пленных отправлялись на Зых, где мылись в бане, получая необходимую медицинскую помощь, а их вещи дезинфицировались. После этого пленные определённое время находились в обсервации и только после этого отправлялись на Нарген. Пленные, у которых не было выявлено заразных болезней, из Баку отправлялись на остров напрямую. На самом Наргене медицинскую помощь пленным оказывали пять пленных врачей при пяти фельдшерах, двух сёстрах милосердия и восьми санитарах.
Согласно представленной 12 апреля 1915 года схеме разделения полномочий Сабурова, ответственность за купание, дезинфекцию, первую перевязку и обсервацию несла Бакинская станция, за непосредственно лечение — персонал специального госпиталя. 19 апреля Российское общество Красного Креста предоставило лазаретное имущество. 13 мая прибыл 398-й запасной полевой госпиталь, заменённый летом местным лазаретом. 17 мая на Зых с инспекцией приехал Бернов, оставшийся недовольным санитарным состоянием карантина, в связи с чем отдал распоряжение о подчинении обсервационного пункта коменданту острова Нарген.
На практике же разделения обязанностей не было и большую часть расходов по материальному снабжению лечебных учреждений выполняла Бакинская станция.
На 1 июня 1915 года на Зыхе содержалось уже 625 пленных. В июне-июле поток эвакуируемых турецких солдат резко увеличился.

### Транспортная связь
Ответственный за транспорт адмирал Клюпфель выделил три судна: старый паровой баркас «Баилов», парусное судно «София» и шхуну «Шахерестан». 24 апреля 1915 года полковник Сабуров писал Бернову:
Жизнь на острове и успешность постройки оказались в полной зависимости от состояния моря и успеха нагрузки и выгрузки двух баржей. Происходила громадная непроизводительная трата времени…. Главная вечерняя наша забота была – достать на завтра судно… Не раз бывали случаи, что внезапное извещение, иногда утром, о лишении нас парового судна заставляло просиживать на берегу целый день несколько десятков плотников, группу ценных монтёров или задерживалась отправка пленных.
Некоторое время использовались корабли князя Бенкендорфа, однако вскоре это содействие прекратилось, в связи с тем, что на одном из участков Бенкендорфа были обнаружены новые месторождения нефти. После донесения Сабурова Клюпфель прислал два моторно-парусных бота «Кара-Сенгир» и «Кара-Дашлы».
Тем не менее, находившиеся в подчинении военного порта командиры новых ботов не выполняли приказы коменданта Наргена, не выходя при сильных ветрах в море, отказываясь брать предметы, которые могли испачкать палубу (например, цистерны с нефтью). 23 мая 1915 года баркас «Баилов» был заменён баркасом «Красноводск», ремонт которого не был завершён, и в июне баркас по техническим причинам перестал обслуживать Нарген. Таким образом, весь 1915 год ощущался недостаток транспорта.

### Размещение пленных и их положение в лагере
К 23 июля 1915 года в лагере был размещён 3 761 пленный, 118 из которых офицеры. Большинство содержавшихся в лагере пленных составляли военнопленные турецкой армии, являвшиеся турками и курдами по этнической принадлежности. Среди представителей других национальностей из числа военнослужащих содержались: армяне (один обер-офицер, два врача и 169 нижних чинов), албанцы (один обер-офицер), греки (два врача и 47 нижних чинов), арабы (один обер-офицер и 150 нижних чинов), аджарцы (один нижний чин) и черкесы (24 нижних чина). Также на острове находилось 16 представителей австро-венгерской армии, среди которых один обер-офицер (чех), один обер-офицер австриец, один нижний чин (австриец), пять врачей-евреев, один фармацевт-поляк и один фармацевт-еврей, а также шесть студентов - медиков (три австрийских немца, один поляк, один еврей и один мадьяр). Помимо военнопленных, в лагере содержались и интернированные гражданские лица: 745 турецких подданных (682 турка, 54 курда, восемь армян и один грек), 45 подданных Персии (31 татарин, 12 курдов и два армянина), 76 подданных Российской империи (49 турок и 27 курдов), а также один подданный Германии и один — Австро-Венгрии.
Комендант острова полковник Полторацкий установил довольно свободный режим проживания. Внутри лагеря нижние чины и офицеры жили в разных бараках. В одной из палаток в июне было даже организовано офицерское собрание. Из числа представителей этнических меньшинств вербовались информаторы. Офицеры и врачи (вне зависимости от этнической принадлежности) могли по увольнительным запискам уходить в город порою на несколько дней, нижние чины же — в сопровождении конвойного. Учёт при этом не вёлся, а по возвращении никто пленных не осматривал.
Многие жители города сочувствовали пленным. В ряде магазинов им продавали продукты со скидкой. Благодаря этнической и религиозной близости (между татарским (азербайджанским) населением города и турками) развивались контакты. Бакинское мусульманское благотворительное общество в лице его представительницы Соны ханум Гаджиевой привозило на остров продовольствие и различные подарки. В одном документе от августа 1915 года отмечалось:
…мадам Гаджиева со своими родственниками, с разрешения коменданта… имела беспрепятственный доступ на остров и иногда целые дни до позднего вечера проводила время с военнопленными без особого надзора со стороны охраны. Были случаи, когда мадам Гаджиева на собственном баркасе приезжала на Наргин, который приставал вне указанного места и оставалась там после захода солнца.
Среди сочувствующих пленным были бакинские миллионеры Исмаил-бек Сафаралиев, Муртуза Мухтаров и Аждар-бек Ашурбеков.
13 августа 1915 года комендантом Наргена временно был назначен поручик Великосельский. 24 августа комендантом стал подполковник М. М. Халилов. В это время здесь содержалось 3 955 пленных, 219 из которых были офицерами и врачами. К концу сентября офицеры, кроме находившихся на карантине или в госпиталях, были выдворены во внутренние губернии. К 18 октября в лагере осталось уже 2 869 пленных, к 1 ноября — 2 631, к 23 ноября — 2 563. Пахалюк полагает, что в это время Нарген уже перестал действовать исключительно как место постоянного водворения, и военнопленных начали направлять на работы.
В середине октября 1915 года у коменданта Халилова начались проблемы с сердцем, в связи с чем он был вынужден ночевать в Баку. Ольденбургский был недоволен этим, и Халилов был отстранён от должности. Комендантом острова был назначен капитан Зилов.
Из-за наступления холодов появилась угроза для жизни военнопленных, в связи с чем 15 декабря 1915 года начальник Кавказского военного округа генерал С. В. Вольский распорядился начать поспешную отправку военнопленных в пределы Московского военного округа. К началу 1916 года лагерь был практически расформирован.
После победы под Эрзурумом в лагерь стали прибывать новые пленные. 14 марта 1916 года Бернов сообщал, что из-за неправильной эвакуации пленных с театра военных действий медицинское обеспечение находилось на низком уровне. В связи с этим Бернов запретил как отсылку военнопленных на работы с острова, так и размещение новых турок на него. На Наргене в это время находилось уже 4 500 человек.
В целом за весь 1916 год в лагерь прибыло 18 028 пленных, значительная часть которых позднее была выслана на работы. 9 августа на остров перевели 400 турецких военнопленных-инвалидов для последующего обмена на основании соглашений с правительством Турции.
Лагерь пополнила партия военнопленных численностью 66 человек из Южной Персии, высланных из Шираза в Исфахан, затем оттуда выдворенная в лагерь. Партия была захвачена войсками Российской империи в ходе интервенции в Персию. Среди пленных были немецкие разведчики Оскар фон Нидермайер, Цугмайер, Шредер, иранские жандармы, поддерживавшие в Персии германо-турецкий блок.
После Февральской революции 1917 года Кавказская армия прекратила активные боевые действия, и поток новых военнопленных остановился. Некоторые пленные по всей территории России под влиянием революционных событий отказывались работать, из-за чего их выдворяли на Нарген. Пахалюк полагает, что именно из-за этого к 10 июня на острове оказалось до 1 тысячи австрийцев и германцев. Из-за нараставшего в этот период государственного кризиса положение пленных офицеров и солдат ухудшилось. В докладе коменданта острова начальнику штаба Кавказского военного округа от 15 мая 1917 года говорилось:
«в настоящее время в гор. Баку введены карточки на хлеб и муку, вследствие чего находящиеся на о. Нарген военнопленные офицеры не могут получать хлеб из города, по этому поводу они просят меня отпускать им хлеб по норме для военнопленных солдат за плату (со своей стороны считаю возможным отпускать им по 2 фунта черного в день за плату)
К осени 1917 года в лагере находилось от 6 до 7 тысяч военнопленных. Отвечая на вопросы представителя Красного Креста Александрова, заданные им побывавшему в это время на острове Нариману Нариманову для того, чтобы ознакомиться с его предложениями относительно пленных, Нариманов сказал:
Наргин — это кладбище. Тысяча человек ждут у этого кладбища своей очереди. Еще 7 тысяч готовы занять своё место в этой очереди…
После Октябрьской революции советское правительство поставило на повестку дня вопрос об обмене пленных. Однако 1 января 1918 года командующий Кавказским фронтом генерал Е. В. Лебединский писал в Закавказский комиссариат, что освобождение солдат и офицеров может привести к ещё большей дестабилизации ситуации в регионе из-за того, что большинство пленных взяты из состава 3-й турецкой армии, формировавшейся в приграничных территориях. Тем временем на остров отправляли военнопленных из других районов. 10 марта под охраной конвоя от Армянского корпуса партию турок решили направить из Башкадыкляра до Тифлиса, оттуда под охраной мусульманского корпуса — на Нарген. 25 марта 1918 года на Наргене и Зыхе содержалось 78 офицеров и 7 тысяч солдат.
Ряд пленных позднее приняли активное участие в начавшейся Гражданской войне. По предположениям Пахалюка, после того, как осенью 1918 года войска Кавказской исламской армии вошли в Баку, история турецкого плена на Наргене завершилась.
Положение самих военнопленных различалось в зависимости от времени, и вряд ли может быть оценено в таких примитивных категориях, как «хорошее/ плохое» или «удовлетворительное / неудовлетворительное». Имеющиеся данные отвергают представление о высокой смертности (по крайней мере, до Февральской революции), а также позволяют скорректировать общую численность пленных. В 1915-1916 годах через Нарген прошло около 20 тыс. пленных (с учетом 1917-1918 годов эту цифру можно увеличить до 25 тысяч), что делает его одной из ключевых институций плена в России. Речь идет не только о военнопленных турецкой армии (а также австро-венгерской), но и об интернированных гражданах российского, персидского и турецкого подданства.

## Санитарное положение
Ещё весной 1915 года вместе с новыми партиями пленных, прибывавших на карантин были зарегистрированы отдельные случаи сыпного тифа. В июле брюшным тифом заболела жена коменданта Полторацкого, находившаяся на Наргене вместе с ним. 19 августа 1915 года на острове начались острые кишечные заболевания азиатского типа. До 5 октября умерло 60, выздоровело — 48, в больницах лежало ещё 20. Для борьбы с эпидемией были приняты такие меры, как подача кипячёной воды и белого хлеба, запрет на купание, дезинфекция помещений формалином, мазутом, известью. И хотя в октябре эпидемия тифа пошла на спад, стала распространяться холера.
Побывавший в середине декабря 1915 года на острове Ольденбургский нашёл состояние лагеря «ниже посредственного» и временно запретил отправку во внутренние районы военнопленных, пока не будет улучшена ситуация с дезинфекцией. Тем не менее это его распоряжение не было выполнено.
Вспышки тифа отмечались и в марте-апреле 1916 года. 21 марта Бернов провёл обследование острова и остался недоволен санитарным состоянием. В телеграмме от 23 марта Ольденбургский писал:
С крайним сожалением убеждаюсь в печальном положении санитарного состояния Наргена, которое приняло вследствие служебной бездеятельности и хронический характер.
25 марта 1916 года появились известия о прекращении массовых заболеваний. Однако к маю в лагере вновь началась холера, первый случай которой был зарегистрирован 28 апреля. Согласно санитарному отчёту профессора Ушинского, до 11 мая умерло 26 человек, затем с 11 по 18 мая — ещё 10. И хотя острые желудочные заболевания со смертельным исходом были и раньше, их принимали за дизентерию. К концу мая 1916 года холера благодаря сделанным прививкам отступила.
В мае 1916 года была создана специальная комиссия под председательством адмирала Клюпфеля, которая к середине июня подготовила список профилактических мер против холеры, некоторые из которых были одобрены.
В конце августа 1916 года в связи с прибытием новых пленных началась очередная вспышка заболеваний тифом и холерой. Всего 14 тифозных и 24 холерных больных были помещены на карантин на Зыхе, а также в специально созданных карантинных бараках на Наргене. К 16 сентября от обоих заболеваний умерло 14 человек. Обстановка стабилизировалась лишь к концу года. Посетивший остров 7 ноября 1916 года Бернов нашёл состояние санитарной части благополучной.
Осенью 1917 года остров посетил врач Нариман Нариманов, писавший в докладной записке, направленной Бакинской городской думе, что ежедневно на острове от тифа и других заболеваний погибает 40-45 человек. Основной причиной гибели военнопленных был недостаток воды и пищи

## Побег с острова
В начале августа 1915 года с Наргена сбежали 8 турецких офицеров. В конце апреля 1916 года по увольнительным запискам остров покинули капитан Шукри Шабан Бей и прапорщики Фекри Шакар и Юсуф Ибрагим. Через несколько дней, 29 июля, ещё пять офицеров, капитаны Сухеил Иззет и Феррат Турсун, поручик Ягуб Мустафа-оглы, подпоручик Юсуф Зия и прапорщик Гусейн Хильми, покинули Нарген. Целью всех офицеров был побег. Несмотря на то, что побег был осуществлён двумя группами людей, Полторацкий, оправдываясь, заявлял, что все 8 офицеров покинули остров 29 июля, причем некоторые — по просроченным запискам.
Охранявшая в то время лагерь 3-я рота 552-й Симбирской дружины обвинялась Полторацким в недостатке дисциплины и тот же день была сменена 1-й ротой 241-й дружины. Покинувший в этот день лагерь Полторацкий вернулся лишь вечером 30 июля 1916 года и узнал, что отпущенные в город офицеры планируют побег. Связавшись с начальником жандармского портового участка подполковником Месхиевым, Полторацкий на следующий день вместе со своими осведомителями из числа пленных отправился в город на поиски сбежавших. Изначально Полторацкий не сообщил начальству о побеге, надеясь разрешить проблему самостоятельно. С 31 июля отходящие пароходы осматривали переодетые городовые вместе с военнопленным албанцем по имени Омар Селим. Однако поиски не дали результатов.

## Судьба останков умерших в лагере
По сведениям бывшего унтер-офицера одного из полков Дикой дивизии, заключённого на острове, Рамазана Халилова, находившегося здесь с июня по сентябрь 1920 года, военнопленных Первой мировой войны, как и жертв большевиков, хоронили в восточной части острова.
В 2007 году турецкие историки Бингюр Сонмез и Ибрагим Йылдырым провели раскопки на острове Бёюк-Зиря. В результате раскопок ими были найдены останки солдат Османской армии, которые были перезахоронены в Турции, на мемориале павших при Сарыкамышском сражении.
В декабре 2015 года глава одной из общественной организации города Карс Мухаррем Йылдыз прибыл на Бёюк-Зиря, где возложил цветы на месте массовых захоронений военнопленных. Йылдыз также взял с собой в Турцию горсть земли с острова, чтобы рассыпать на полях Сарыкамышского сражения. В январе 2016 года Йылдыз организовал 8-километровое шествие по местам Сарыкамышского сражения, где участники шествия рассыпали горсть земли, которую Йылдыз привёз с острова Бёюк-Зиря.